# This Is What the Edge of Your Seat Was Made For
This Is What the Edge of Your Seat Was Made For – pierwszy minialbum brytyjskiego zespołu Bring Me the Horizon utrzymany w stylistyce deathcore'u, metalcore'u i mathcore'u. Wydany został w październiku 2004 przez wytwórnię Thirty Days of Night i ponownie wydany przez Visible Noise w 2005. EPka została nagrana w studiu w Nottingham w dwa weekendy.

## Lista utworów
| Nr | Tytuł utworu                                 | Długość |
| -- | -------------------------------------------- | ------- |
| 1. | „Re: They Have No Reflections”               | 05:42   |
| 2. | „Who Wants Flowers When You're Dead? Nobody” | 04:54   |
| 3. | „Rawwwrr!”                                   | 04:13   |
| 4. | „Traitors Never Play Hangman”                | 03:37   |
|    |                                              | 18:26   |

## Skład
- Oliver Sykes – wokal
- Lee Malia – gitara
- Curtis Ward – gitara
- Matt Kean – gitara basowa
- Matt Nicholls – perkusja